# مصلای قزوین
بنای مصلی قزوین مربوط به دوره قاجار است و در قزوین، مجموعه فرهنگی ورزشی مصلی واقع شده و این اثر در تاریخ ۲۷ دی ۱۳۷۷ با شمارهٔ ثبت ۲۲۴۸ به‌عنوان یکی از آثار ملی ایران به ثبت رسیده است.